# Machaerirhynchus
Famille
Genre
Machaerirhynchus est un genre constitué de deux espèces de passereaux appelés largebecs. C'est le seul genre de la famille des Machaerirhynchidae.

## Liste des espèces et sous-espèces
Selon la classification de référence du Congrès ornithologique international (version 11.2, 2021) :
- Machaerirhynchus flaviventer Gould, 1851 – Largebec à poitrine jaune
  - sous-espèce Machaerirhynchus flaviventer albifrons Gray, GR, 1862
  - sous-espèce Machaerirhynchus flaviventer albigula Mayr & Meyer de Schauensee, 1939
  - sous-espèce Machaerirhynchus flaviventer novus Rothschild & Hartert, E, 1912
  - sous-espèce Machaerirhynchus flaviventer xanthogenys Gray, GR, 1858
  - sous-espèce Machaerirhynchus flaviventer flaviventer Gould, 1851
  - sous-espèce Machaerirhynchus flaviventer secundus Mathews, 1912
- Machaerirhynchus nigripectus Schlegel, 1871 – Largebec à poitrine noire
  - sous-espèce Machaerirhynchus nigripectus nigripectus Schlegel, 1871
  - sous-espèce Machaerirhynchus nigripectus saturatus Rothschild & Hartert, E, 1913
  - sous-espèce Machaerirhynchus nigripectus harterti van Oort, 1909